# Nieparzystokopytne
Nieparzystokopytne (Perissodactyla) – rząd dużych, lądowych ssaków z infragromady łożyskowców (Placentalia). Pojawiły się w paleogenie (dolny eocen), szeroko się rozprzestrzeniając. Żyły również na terenie Polski (nosorożec włochaty). Współcześnie reprezentowane jedynie przez koniowate, tapiry i nosorożce. Do koniowatych należą udomowione konie i osły. Zasiedlają tereny Ameryki, Afryki i Azji, natomiast formy udomowione również Europę i Australię.

## Ewolucja

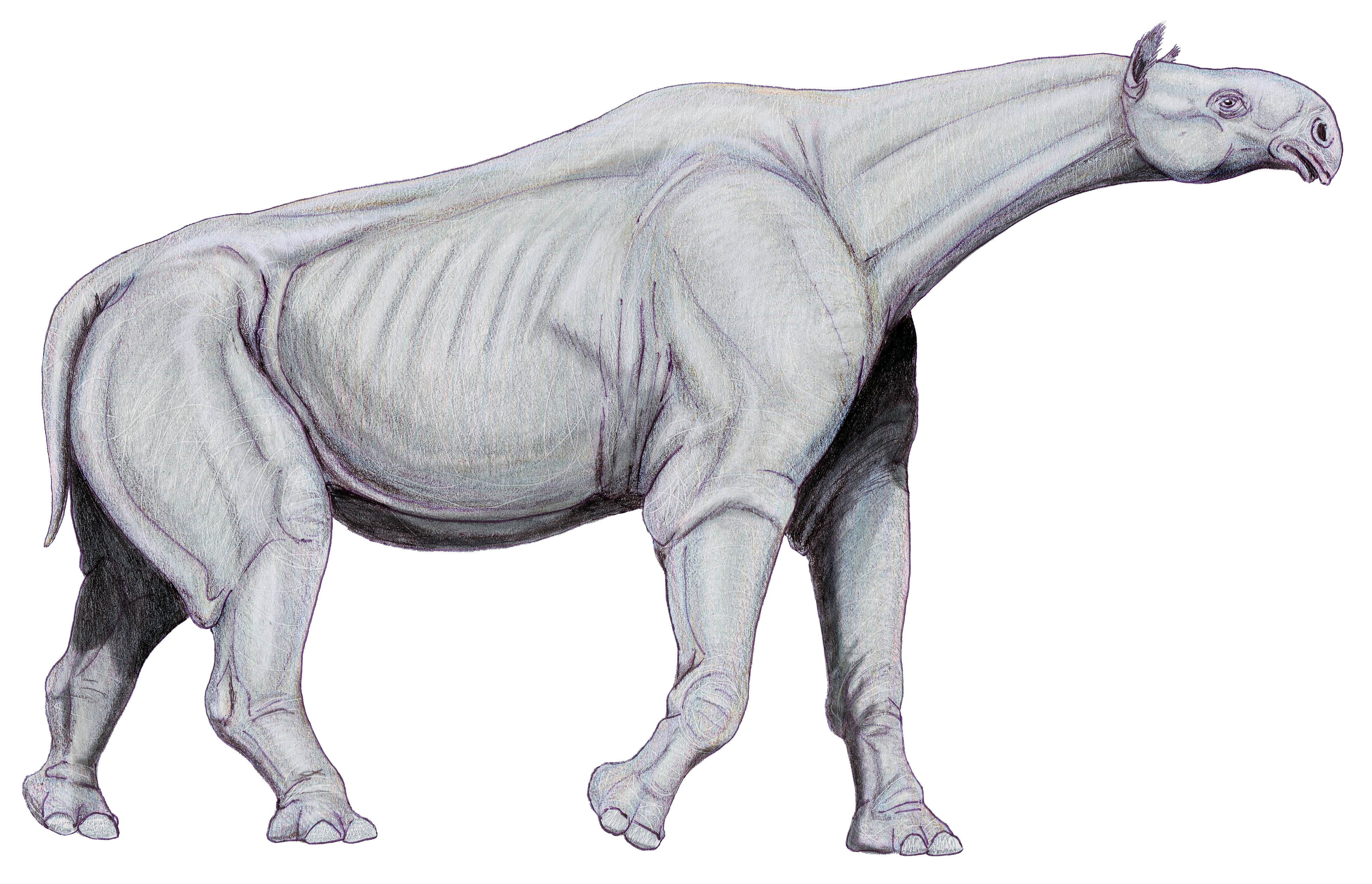
Wymarłym przedstawicielem nieparzystokopytnych jest Indricotherium – największy lądowy ssak wszech czasów

Najstarsze pozostałości nieparzystokopytnych pochodzą z wczesnego eocenu, sprzed ok. 56 mln lat, choć zapewne pierwsi przedstawiciele tego rzędu pojawili się już w paleocenie. Nieparzystokopytne swoim zasięgiem objęły cały świat z wyjątkiem Antarktydy, Australii i Indii, szczyt ich rozwoju przypada na epokę plioceńską, jednak w następującym po niej plejstocenie w wyniku epoki lodowcowej doszło do wymarcia wielu grup. Do czasów obecnych przetrwały trzy rodziny: nosorożce, tapiry i koniowate. Gwałtowny spadek liczebności nieparzystokopytnych nastąpił w holocenie i związany był z działalnością człowieka.

## Cechy charakterystyczne

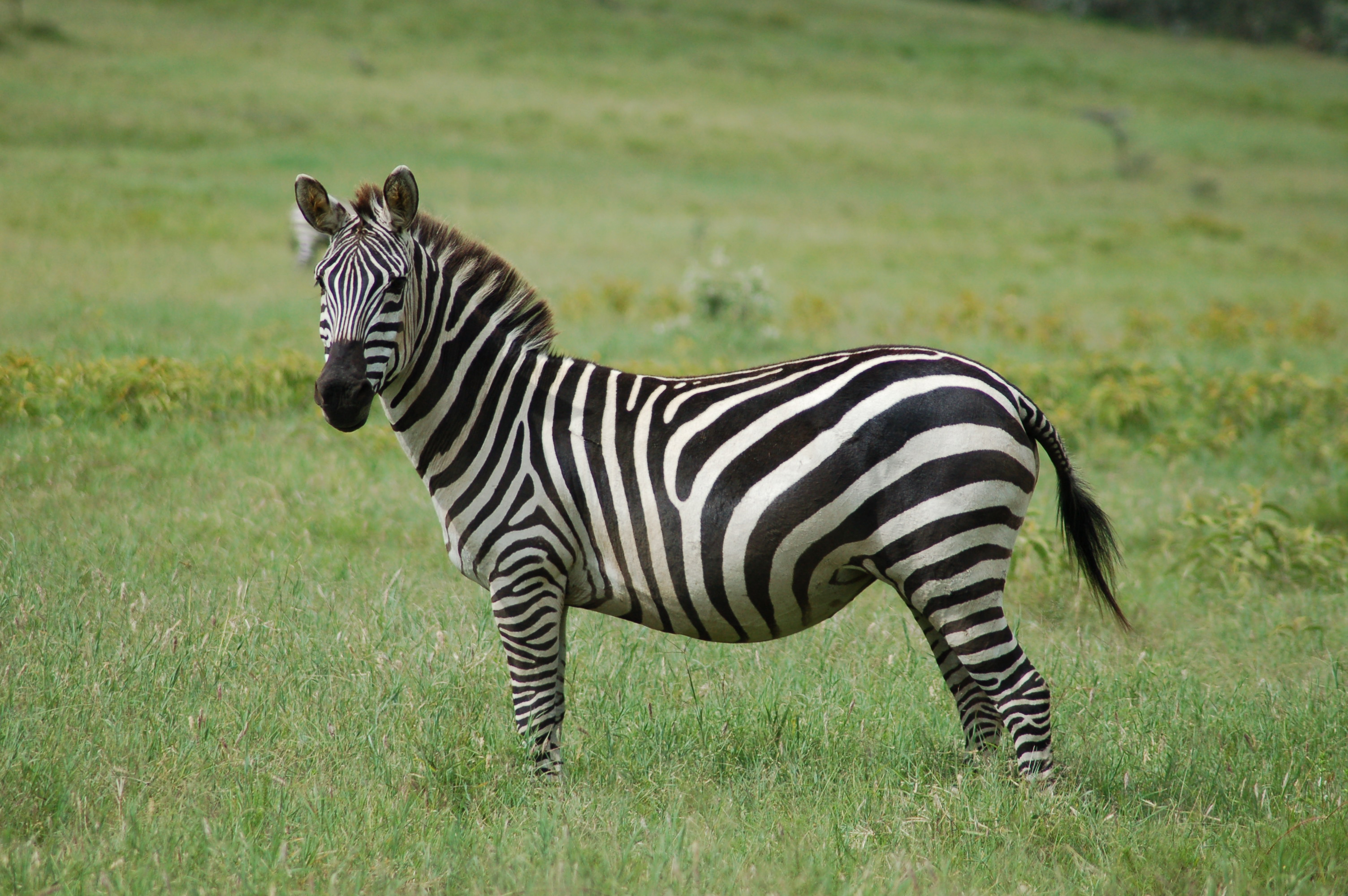
Zebra stepowa

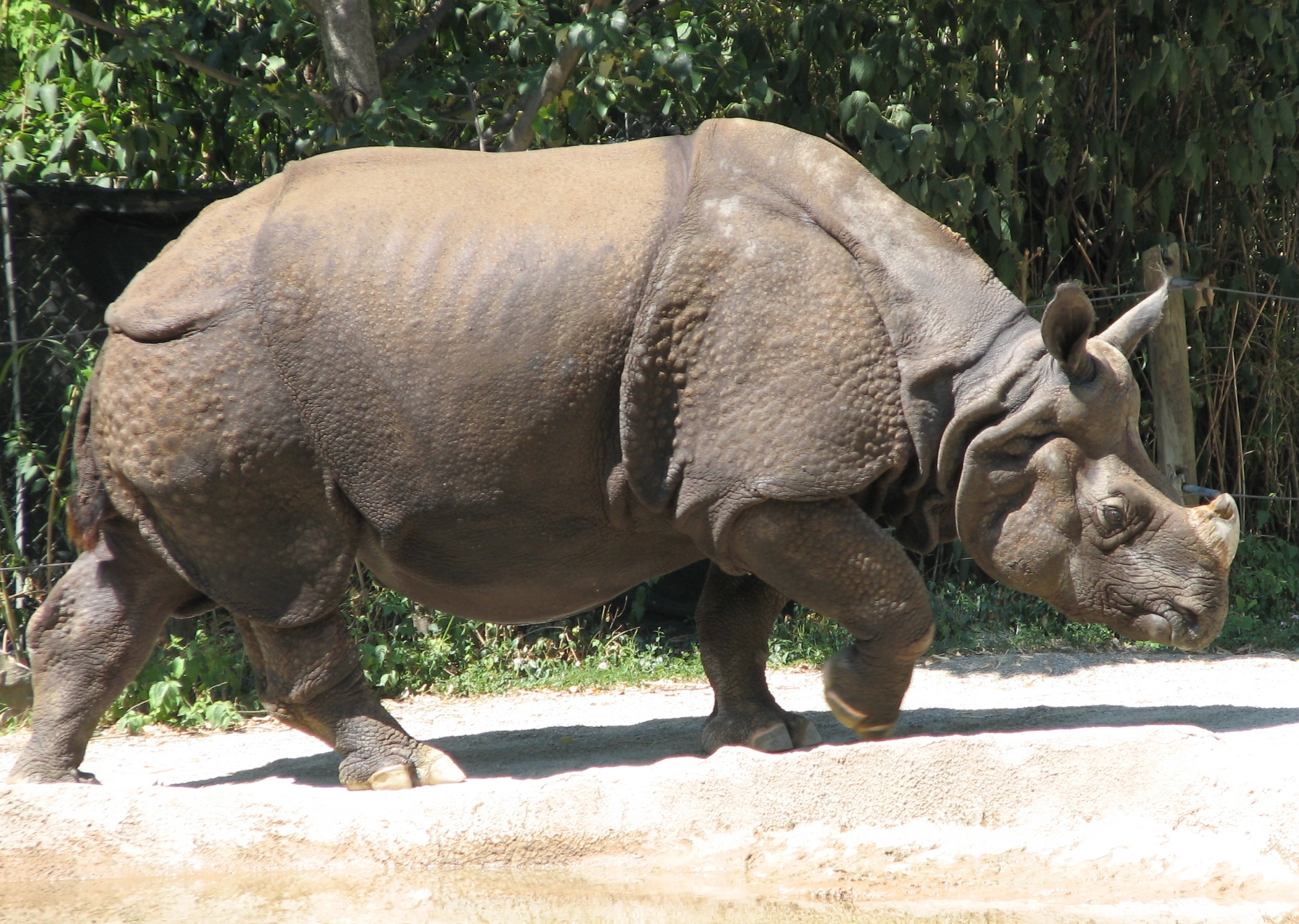
Nosorożec indyjski

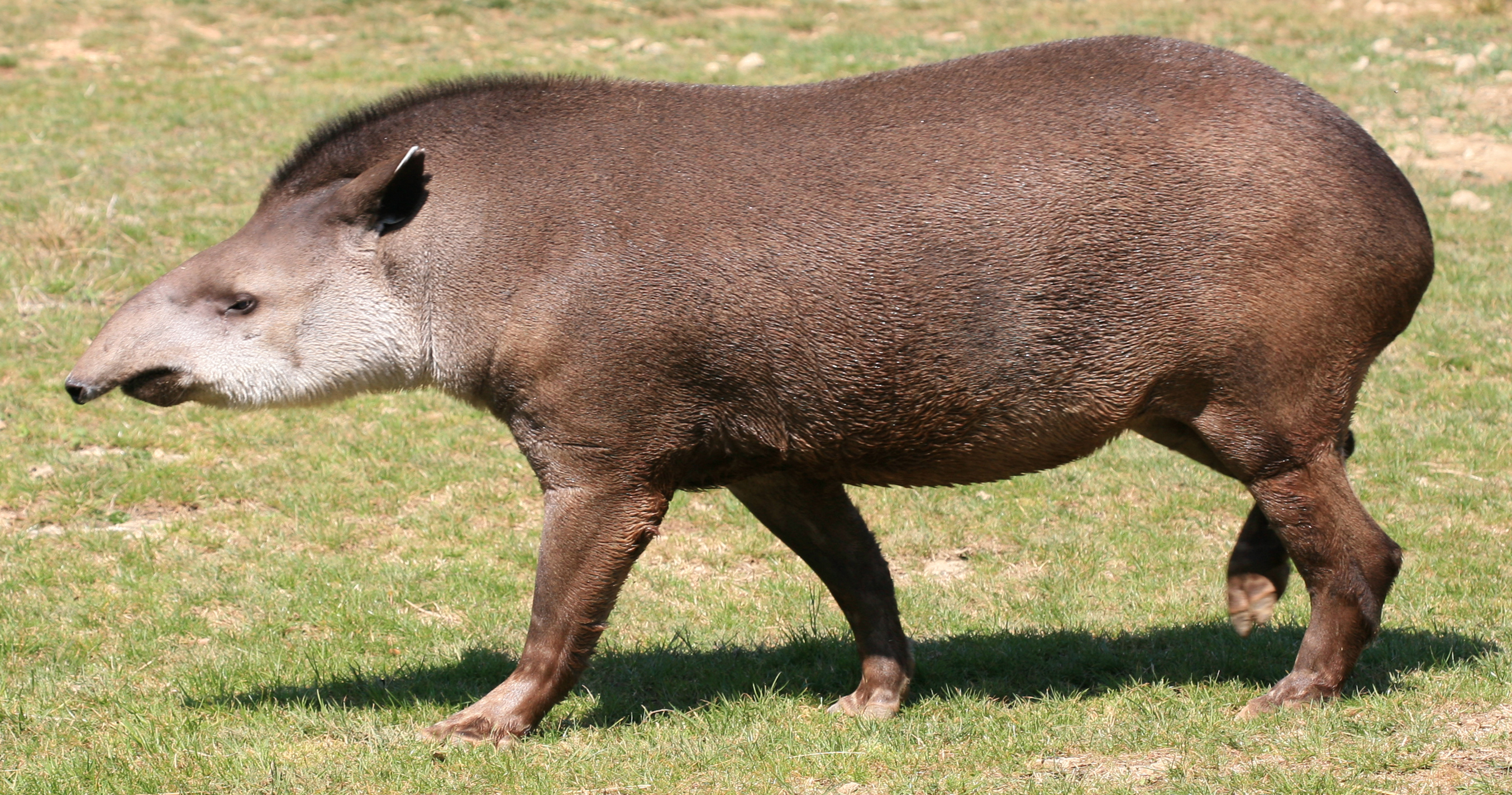
Tapir anta

Ssaki nieparzystokopytne są dużymi, niekiedy bardzo dużymi zwierzętami. Długość ich ciała wynosi od 1,7 do 4 m, waga zaś od 150 do nawet 2300 kg. Są tzw. palcochodami, co znaczy, że ich kończyny podczas stania bądź chodzenia kontaktują się z podłożem jedynie za pomocą członów palcowych. Najbardziej rozwinięty jest palec 3., przez który przechodzi oś każdej kończyny. U koniowatych palce 2. i 4. są szczątkowe, 1. zaś nie istnieje, co jest wynikiem przekształcenia się na drodze ewolucji form leśnych w stepowe. Dobrze rozwinięty jeden palec i zredukowane pozostałe umożliwiają szybki bieg. Nieco gorszymi biegaczami są nosorożce, u których palce 2., 3. i 4. są w pełni rozwinięte, 1. zaś nie istnieje. Natomiast żyjące w środowisku leśnym tapiry w przednich kończynach mają rozwinięte wszystkie 4 palce, w tylnych zaś 1. uległ zanikowi. Skóra nieparzystokopytnych pokryta jest gęstą, krótką sierścią, wyjątek stanowią nosorożce, które są prawie nagie. Zwierzęta te mają dosyć mały mózg, jednak mają bardzo dobrze rozwinięte zmysły słuchu, węchu i wzroku (z wyjątkiem nosorożców). Koniowate mają ponadto poziomą i wydłużoną źrenicę, która na terenie otwartym zwiększa zasięg widzenia. Nieparzystokopytne są roślinożercami. Do spożywania roślinnego pokarmu mają przystosowane silne, chwytne wargi, prosty żołądek i długie jelito ślepe, w którym występuje flora, umożliwiająca trawienie błonnika i przyswajanie zawartych w nim składników odżywczych.

## Ochrona
Większość gatunków nieparzystokopytnych jest zagrożona wyginięciem. 13 gatunków zagrożonych wpisane jest do Czerwonej Księgi gatunków ginących, wszystkie natomiast są chronione przepisami konwencji waszyngtońskiej. Działalność człowieka doprowadziła do wymarcia kilku gatunków i podgatunków, m.in. zebry kwaggi właściwej i tarpana – dzikiego konia, wytępionego w XIX w. Ostatnie żyjące na terenie Polski tarpany z powodu panującej w tamtym czasie biedy rozdano lokalnym chłopom, tam skrzyżowały się one z końmi domowymi, dając początek rasie, nazwanej konikiem polskim. Od 1938 r. trwają w Polsce próby odtworzenia tarpana na bazie koników polskich. Pierwotnie zajmowano się tym na terenie Puszczy Białowieskiej, natomiast obecnie hodowla prowadzona jest w ośrodku PAN w Popielnie, nad jeziorem Śniardwy.

## Systematyka
Do rzędu należą następujące podrzędy wraz z rodzinami (tylko taksony występujące współcześnie): 
- rząd: Perissodactyla Owen, 1848 – nieparzystokopytne

- podrząd: Hippomorpha Wood, 1937 – koniokształtne

- Rodzina: Equidae J.E. Gray, 1821 – koniowate

- podrząd: Ceratomorpha Wood, 1937 – gruboskórce

- nadrodzina: Tapiroidea J.E. Gray, 1821

- Rodzina: Tapiridae J.E. Gray, 1821 – tapirowate

- nadrodzina: Rhinocerotoidea J.E. Gray, 1821

- Rodzina: Rhinocerotidae J.E. Gray, 1821 – nosorożcowate

Opisano również taksony wymarłe nie zaliczane do żadnego z powyższych podrzędów:

Rodziny:
- Anthracobunidae Wells & Gingerich, 1983 – antrakobunidy
- Cambaytheriidae Bajpai, Kapur, Das, Tiwari, Saravanan & Sharma, 2005

Rodzaje:
- Eldarotherium Gadzhiev, 1961[7] – jedynym przedstawicielem był Eldarotherium burtchaclense Gadzhiev, 1961
- Ghazijhippus Missiaen & Gingerich, 2014[8] – jedynym przedstawicielem był Ghazijhippus talibhasani Missiaen & Gingerich, 2014
- Hallensia Franzen & Haubold, 1986[9]
- Lijiangia Zong Guanfu, Chen Wanyong, Huang Xueshi & Xu Qinqi, 1996[10] – jedynym przedstawicielem był Lijiangia zhangae Zong Guanfu, Chen Wanyong, Huang Xueshi & Xu Qinqi, 1996
- Mesolambdolophus Holbrook & Lapergola, 2011[11] – jedynym przedstawicielem był Mesolambdolophus setoni Holbrook & Lapergola, 2011
- Perissobune Missiaen & Gingerich, 2014[12]
- Schizotheriodes Hough, 1955[13]